# Colobos
Le colobos (grec ancien κολοϐός ; latin colobos) est, dans la métrique antique, un pied de cinq syllabes à longueurs variées, composé de quatre longues suivies d’une brève et d’une longue ; il est noté : | — — — — ∪ |.

## Étymologie
Kολοϐός est un nom commun qui en dehors de la métrique signifie « tronqué, mutilé », comme si la syllabe brève tronquait l’unité des longues. Par erreur, certains philologues ont lu le mot « calotibus, calotibos ».

## Usage
Le pied est mentionné par Diomède : « colobos ex quattuor longis et breui temporum nouem ». Il voisine chez lui avec le molossiambe, pied composé de trois longues, d’une brève et d’une longue (noté | — — — ∪ — |).

On peut citer comme exemple de colobos le mot latin cīrcūmfērrētŭr et le nom propre grec Ψευδηράκλειτος.